# Joint Tactical Radio System

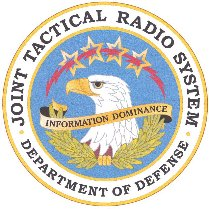
Logo

Das Joint Tactical Radio System (JTRS, oft englisch jitters ausgesprochen) soll die nächste Generation des vom US-Militär in Feldeinsätzen nach 2010 verwendeten Sprach- und Datenfunkes werden. Gestartet 1997 mit einem „Mission Needs Statement“ und eines sich daraus ergebenden Anforderungsdokument im Jahr 1998 (es wurde mehrmals überarbeitet), ist JTRS ein Software Defined Radio, das mit den vielen bestehenden militärischen und zivilen Funkgeräten funktionieren wird. Es umfasst integrierte Verschlüsselungs- und Breitband-Netzwerk-Software, um mobile Ad-hoc-Netze zu erstellen.
Das JTRS-Programm ist von Verzögerungen und Kostenüberschreitungen geprägt, insbesondere durch „Ground Mobile Radios“ (GMR, durchgeführt von Boeing). Zu den Problemen gehörten eine dezentrale Verwaltungsstruktur, wechselnde Anforderungen und unerwartete technische Schwierigkeiten, die angestrebte Ziele zu Größe und Gewicht erhöhten, die es wiederum schwieriger machten, die erforderlichen Wellenformen zu ergänzen.
Die JTRS basiert auf der Software Communications Architecture (SCA), einer offenen Architektur, die Designer anleitet, Hard- und Software harmonisch zu betreiben. Es regelt die Struktur und Funktionsweise des JTRS, so dass programmierbare Funkgeräte Wellenformen laden, Anwendungen starten und in ein integriertes System vernetzt werden können. Ein sog. Core Framework stellt eine Standard-Betriebssystem-Umgebung bereit, die auf jeder Hardware implementiert werden muss. Die Interoperabilität zwischen Radios wird erhöht, da die gleiche Wellenform-Software problemlos auf alle Funkgeräte portiert werden kann.
Die Object Management Group (OMG), ein Non-Profit-Konsortium, unterhält und produziert Computer-Industrie-Spezifikationen für interoperable Unternehmens-Anwendungen und arbeitet am Aufbau eines internationalen Handels-Standards, der auf dem SCA basiert.